# Pseudophaloe tessmanni
Pseudophaloe tessmanni är en fjärilsart som beskrevs av Erich Martin Hering 1925. Pseudophaloe tessmanni ingår i släktet Pseudophaloe och familjen björnspinnare. Inga underarter finns listade.